# Швеция на зимних Паралимпийских играх 2014
Швеция на зимних Паралимпийских играх 2014 года была представлена 22 спортсменами в 5 видах спорта. Завоевала четыре медали (1 золотую, 2 серебряные, 1 бронзовую) и заняла 11-е место в неофициальном командном зачёте.

## Медали
| Золото  |                                                    |                                                                        |          |
| №       | Спортсмены                                         | Вид спорта (дисциплина)                                                | Дата     |
| 1       | Хелен Рипа                                         | Лыжные гонки (женщины, 15 км, классический стиль, стоя)                | 10 марта |
| Серебро |                                                    |                                                                        |          |
| №       | Спортсмены                                         | Вид спорта (дисциплина)                                                | Дата     |
| 1       | Себастьян Модин ведущий — Альбин Акерот            | Лыжные гонки (мужчины, 1 км, спринт, с нарушением зрения)              | 12 марта |
| 2       | Себастьян Модин ведущий — Альбин Акерот Хелен Рипа | Лыжные гонки (смешанная эстафета)                                      | 15 марта |
| Бронза  |                                                    |                                                                        |          |
| №       | Спортсмены                                         | Вид спорта (дисциплина)                                                | Дата     |
| 1       | Себастьян Модин ведущий — Альбин Акерот            | Лыжные гонки (мужчины, 20 км, классический стиль, с нарушением зрения) | 10 марта |

## Состав сборной и результаты выступлений

### Лыжные гонки
Мужчины
| Соревнование               | Класс               | Спортсмены                        | Время   | Место |
| -------------------------- | ------------------- | --------------------------------- | ------- | ----- |
| 20 км. классическим стилем | С Нарушением зрения | Зебастьян Модин Гид - Албан Акеро | 56:34,9 | 3     |

Женщины
| Соревнование               | Класс | Спортсмены | Время   | Место |
| -------------------------- | ----- | ---------- | ------- | ----- |
| 15 км. классическим стилем | Стоя  | Хелен Рипа | 49:49,2 | 1     |